# Sjællands Universitetshospital
|  | Fremtidig bygning Denne artikel omhandler en bygning, der er under opførelse. Det er derfor muligt, at indholdet er af spekulativ natur, og ligeledes, at indholdet kan ændre sig markant efterhånden som flere oplysninger bliver tilgængelige. |

Sjællands Universitetshospital er det fælles navn for de tre sygehuse i Køge og Roskilde og Nykøbing Falster. Man har besluttet at udvide Sjællands Universitetshospital, Køge  til Sjællands Hovedsygehus i Region Sjælland, samt at nedgradere Sjællands Universitetshospital, Roskilde til et specialsygehus. Det forventes, at det nye sygehus tages i brug i 2022.
Anlæg af veje og p-pladser starter i 2016, mens selve byggeriet forventes sat i gang i 2017.
Nykøbing Falster Sygehus blev fusioneret med Sjællands Universitetshospital, Køge den 1. januar 2024.
Fakta om Sjællands Universitetshospital afdelinger.
| Hospitaler               | Antal senge | Ansatte |
| ------------------------ | ----------- | ------- |
| Køge Sygehus             | 301         | 2.000   |
| Roskilde Sygehus         | 437         |         |
| Nykøbing Falster Sygehus | 252         | 1.560   |